# ГЕС La Valdesia
ГЕС La Valdesia — гідроелектростанція на півдні Домініканської Республіки. Знаходячись після ГЕС Aguacate, входить до складу каскаду на річці Нізао, яка дренує південний схил Кордильєри-Сентраль та впадає у Карибське море за три десятки кілометрів на південний захід від столиці країни Санто-Домінго.
У межах проєкту річку перекрили бетонною контрфорсною греблею висотою 82 метри та довжиною 342 метри. Вона утримує доволі значне водосховище з площею поверхні 7 км2 та об'ємом 138 млн м3, в якому припустиме коливання рівня поверхні між позначками 131 та 150 метрів НРМ.
Зі сховища ресурс подається до машинного залу через напірний водовід довжиною 0,9 км з діаметром 6 метрів. Основне обладнання станції становлять дві турбіни типу Френсіс загальною потужністю 52,75 МВт. До 1992 року їх середньорічне виробництво становило 84 млн кВт·год електроенергії, після чого скоротилось до 63 млн кВт·год через запуск водопроводу для постачання Санто-Домінго (6,3 м3/с).
Відпрацьована вода по тунелю довжиною 0,6 км з діаметром 6,75 метра повертається до Нізао, на якій створений нижній балансуючий резервуар. Його утримує гребля Las Barias, виконана як земляна споруда висотою 9,5 метра та довжиною 664 метри, що утримує 6,1 млн м3 води з максимальним рівнем 77 метрів НРМ (у випадку повені — до 79,5 метра НРМ).
Окрім виробництва електроенергії та водопостачання, комплекс забезпечує зрошення 10340 гектарів земель, для чого використовуються два канали:
- Marcos A. Cabral довжиною 47 км з максимальною пропускною здатністю 12 м3/с, для живлення якого і зведена щойно згадана гребля Las Barias;
- Nizao-Najayo довжиною 34 км, здатний постачати 2,8 м3/с та живить мікро-ГЕС Nizao-Najayo потужністю 0,33 МВт.